# Amblyptilia direptalis
Amblyptilia direptalis is een vlinder uit de familie vedermotten (Pterophoridae). De wetenschappelijke naam van deze soort is voor het eerst geldig gepubliceerd in 1864 door Walker.
De soort komt voor in tropisch Afrika.